# Donetsk Scythians
Die Donetsk Scythians sind ein ukrainisches American-Football-Team in Donezk. Sie sind 14-facher Meister der Ukraine und gewannen drei Mail die Meisterschaft der Gemeinschaft Unabhängiger Staaten (GUS).

## Geschichte
Die Scythians (deutsch: Skythen) wurden 1990 gegründet. Nach einem Wechsel der Vereinsführung erfolgte 2004 die vorübergehende Namensänderung zu Varangians (deutsch: Waräger).
Die ukrainische Nationalmannschaft, die bei der American-Football-Europameisterschaft im Jahre 2000 den dritten Platz belegt hat, bestand zu 90 % aus Spielern aus Donezk.
In den Jahren 1996, 2002 und 2003 nahm das Team am Eurobowl teil. Im Jahre 2004 stand das Team im Halbfinale des EFAF Cups. Im April 2010 erfolgte die Rückkehr zum alten Vereinsnamen.

## Erfolge
- Ukrainische Meisterschaft (Super League)
  - Meister (14): 1994, 1995, 1996, 1997, 1998, 1999, 2000, 2001, 2002, 2003, 2008, 2010, 2011, 2012
  - Vize (3): 1993, 2004, 2013